# Complete Vocal Technique

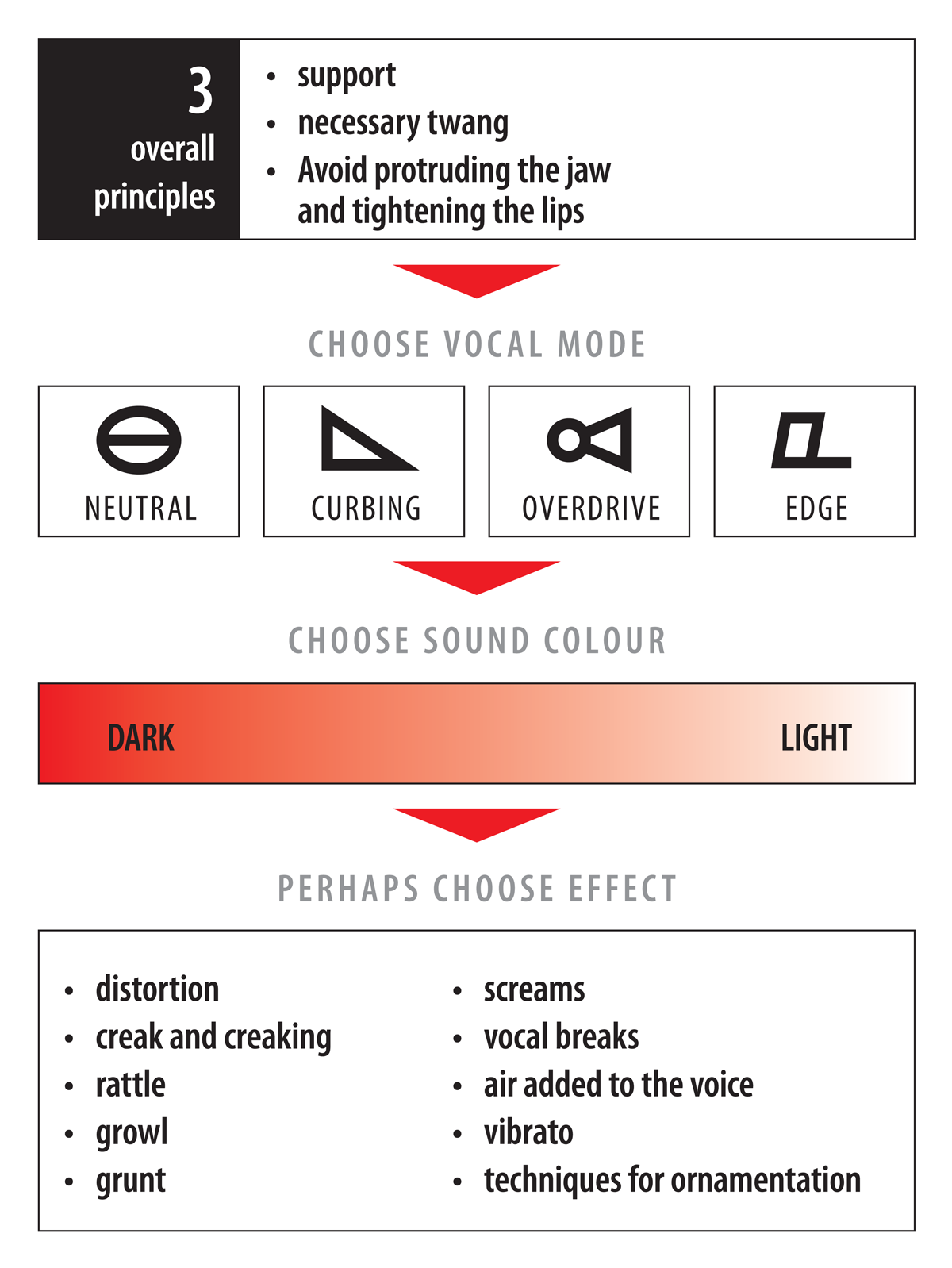
Overzicht van de Complete Vocal Technique

Complete Vocal Technique (CVT) is een zangmethode ontwikkeld door de Deense zangpedagoge Cathrine Sadolin. Sinds de jaren tachtig doet zij onderzoek naar alle vormen van stemgebruik en heeft zij voor haar ontdekkingen een eigen terminologie en visuele weergave bedacht. In 2000 verscheen de eerste versie van het boek Complete Vocal Technique, dat inmiddels toe is aan een derde herziene versie, en vertaald is in onder andere het Nederlands, Duits, Zweeds en Noors.

## Basisgedachte
Zoals de naam al zegt, streeft de CVT ernaar om alle manieren van stemgebruik in kaart te brengen. Uitgangspunt van de techniek is dat bijna alle mogelijke geluiden op een gezonde manier geproduceerd kunnen worden, als er maar aan de regels wordt voldaan. In tegenstelling tot traditionele en andere technieken, is het volgens de CVT mogelijk om op een veilige manier geluiden te produceren zoals de grunt, die over het algemeen worden beschouwd als schadelijk.
Sinds 2005 bestaat het Complete Vocal Institute in Kopenhagen, waar verschillende opleidingen in deze techniek gegeven worden. Zo kan er een driejarige opleiding tot geautoriseerd CVT-docent gevolgd worden.

## Overzicht

### De drie basisprincipes
Een veilige klankproductie moet volgens de CVT altijd aan drie basisprincipes voldoen:
1. Ademsteun
2. Noodzakelijke twang
3. Geen spanning rond de lippen en de kaak

### De vier stemfuncties
Stemfuncties in de CVT zijn manieren van stemgebruik met hun eigen karakter en regels, die worden ingedeeld aan de hand van de hoeveelheid 'metaal' die zij in hun klank hebben. Met 'metaal' wordt een luidere, directere klank bedoeld.
1. Neutral: een non-metalige stemfunctie met een vaak zacht karakter, voornamelijk geproduceerd door de stembanden zelf.
2. Curbing: een halfmetalige, middelluide stemfunctie met een licht teruggehouden karakter. De valse stembanden spelen een grote rol in de productie van curbing.
3. Overdrive: een metalige, luide stemfunctie met een roepend karakter.
4. Edge: een metalige, luide stemfunctie met een schel karakter.

### Klankkleur
Het geluid van de stemfuncties kan naar smaak lichter of donkerder worden gemaakt. De volgende factoren zijn van invloed op de klankkleur:
- De vorm van de mond
- De vorm van de tong
- De hoeveelheid twang
- De positionering van het strottenhoofd
- Het openen of sluiten van de neusholte
- De stand van het zachte gehemelte

### Effecten
Boven op de stemfuncties kunnen al naargelang de smaak één of meer effecten worden toegevoegd:
- Creak en creaking
- Distortion
- Rattle
- Growl
- Grunt
- Screams
- Breaks
- Toegevoegde lucht
- Vibrato
- Technieken voor ornamentatie